# Rivière Natashquan
Der Rivière Natashquan [nəˈtæʃkn] (in Neufundland und Labrador: Natashquan River) ist ein Fluss in den kanadischen Provinzen Québec und Neufundland und Labrador.

## Lage
Der Rivière Natashquan hat seine Quelle südlich der Wasserscheide zwischen Atlantik und Sankt-Lorenz-Golf. Er fließt in südöstlicher Richtung zur Grenze zwischen Neufundland und Labrador und Québec. Anschließend wendet er sich nach Süden. In Québec bildet er die Grenze zwischen den regionalen Grafschaftsgemeinden Minganie und Basse-Côte-Nord, bevor er etwa 370 km östlich von Sept-Îles in den Sankt-Lorenz-Golf mündet.
Der Flussname hat seinen Ursprung in der Sprache der Innu, die ihn Nutahquaniu Hipu bzw. Nutashkuaniu-Shipu nannten, was so viel bedeutet wie „Fluss, wo Schwarzbären gejagt werden“.
Der Fluss gehört gemeinsam mit dem benachbarten Fluss Rivière Moisie zu den bekanntesten Lachsflüssen in der Region Côte-Nord.
Es gibt bis auf die Quebec Route 138 keine weiteren Brücken, die über den Fluss führen. Die Brücke wurde im Rahmen der Erweiterungen der Quebec Route 138 nach Osten im Jahr 2013 eröffnet.

## Geographie
Der Fluss fließt vollständig innerhalb der Grenville geologischen Provinz des Kanadischen Schildes, welche durch hügelige Plateaus charakterisiert ist, die sich in Höhen von 140 bis 620 m befinden und durch Felsit und metamorphes Gestein (wie Gneis, Migmatite und Granit), klastisches Gestein (Quarzite) und Glimmerschiefer in den unteren Abschnitten, mit wenigen Intrusionen von mafischem Gestein (Diorite und Gabbro) im Zentralteil. Der Fluss fließt überwiegend in engen Tälern und wird von etwa 30 Nebenflüssen gespeist. Die wichtigsten von ihnen sind in Abstromrichtung: Lejamtel, Mercereau, Mahkunipiu, Mistanipisipou, Rivière Natashquan Est, Pehatnaniskau, Doré, Rivière Natashquan Ouest und Akaku.
Die letzten 18 km des Flusslaufs werden durch ein großes sandiges Ästuar gebildet, welches vom Sankt-Lorenz-Golf durch Natashquan Point und Cape Tiennot getrennt wird. île Sainte-Hélène (Sainte-Hélène Island) befindet sich direkt an der Mündung des Flusses.
Das Klima im Einzugsgebiet des Flusses ist subarktisch kontinental, mit einer kurzen Wachstumsperiode. Der Oberlauf hat ein kaltes subhumides Klima, während der Unterlauf humides Klima aufweist.

## Geschichte
Im Jahre 1534 segelte Jacques Cartier entlang der Küste vor der Flussmündung und benannte Cape Thiennot nach einem Schiffskapitän, der sich dort niederließ. Der Fluss wurde 1684 von Louis Joliet kartiert und als „Noutascoüan“ bezeichnet. Jacques-Nicolas Bellin gab dem Fluss auf seiner Landkarte von 1744 den Namen „Grand R. Natachquoin“, während Carver 1776 ihn als „Great Natashkwen“ beschrieb.
Seit etwa 1710 befand sich am linken (südlichen) Ufer des Flusses ein Handelsposten. Später wurde einer auf der gegenüberliegenden Uferseite angelegt, dort wo heute das Natashquan FN Reserve liegt, um Pelzhandel mit den einheimischen Innu zu betreiben. Der Handelsposten wurde von der Hudson’s Bay Company in der Mitte des 19. Jahrhunderts übernommen. 1914 wurde er jedoch aufgrund fehlender Profitabilität aufgegeben.

## Schutzgebiete
Eine Fläche von 4089 km² ist als Biodiversitäts-Reservat vorgesehen. Das Schutzgebiet würde hauptsächlich in Petit-Mécatina liegen und würde sich 190 km entlang des Flusses südwärts von der Provinzgrenze erstrecken und zusätzlich 105 km des Nebenflusses Rivière Natashquan Est umfassen. Außerdem sind 16.000 km² Fläche für einen künftigen Provincial Park Natashquan-Aguanus-Kenamu National Park vorgesehen.
Die Schutzgebiete sollen u. a. die Landschaft und den Lebensraum des Atlantischen Lachses erhalten helfen und den Tourismus fördern. Ferner soll der Betrieb und die Errichtung von Minen, die forstwirtschaftliche Nutzung sowie Wasserkraftwerke verboten werden.